# Dissoluzione dell'Impero mongolo
     Gran Khanato/Dinastia Yuan
     Khanato dell'Orda d'Oro
     Khanato Chagatai
     Ilkhanato
La dissoluzione dell'Impero mongolo venne innescata dalla morte senza eredi designati del IV Khagan, Munke/Möngke, avvenuta in occasione dell'assedio di Diaoyucheng del 1259. Le diverse fazioni dei gengiskhanidi cominciarono in quel frangente a combattersi tra loro: i figli di Tolui, fratelli di Möngke, si contesero il khaganato nella guerra civile toluide e combatterono anche contro i cugini della schiatta di Jochi, Chagatai e Ögödei nella guerra tra Berke e Hulagu e nella guerra tra Kaidu e Kublai.
L'impero mongolo si frammentò allora in modo permanente in quattro khanati indipendenti, grosso modo sovrapponibili agli appannaggi che Gengis Khan aveva originariamente riconosciuto ai suoi figli:
1. Il Gran Khanato della dinastia Yuan nell'Asia orientale con sede a Khanbaliq (su cui sorse l'odierna Pechino);
2. Il Khanato dell'Orda d'Oro nell'Europa orientale;
3. Il Khanato Chagatai nell'Asia centrale;
4. L'Ilkhanato nell'Asia sud-occidentale.

Sebbene gli imperatori Yuan detenessero il titolo nominale di khagan dell'impero, le quattro divisioni perseguirono ciascuna i propri interessi e obiettivi e si dissolsero in momenti diversi. La maggior parte dei khanati occidentali non riconosceva Kublai come Gran Khan. Sebbene alcuni di loro chiedessero ancora a Kublai di confermare l'intronizzazione dei loro nuovi khan regionali, i quattro khanati erano Stati sovrani a tutti gli effetti indipendenti. L'Ilkhanato e la dinastia Yuan avevano strette relazioni diplomatiche e condividevano conoscenze scientifiche e culturali, ma la cooperazione militare tra tutti e quattro i khanati mongoli non si sarebbe mai più verificata. L'impero mongolo unito si era dunque disintegrato.

## Storia

### Antefatti
Al momento della conclusione della fruttuosa invasione mongola della Corasmia, nel 1221, un ormai vecchio Gengis Khan dovette affrontare la questione della nemmeno troppo celata rivalità tra i suoi quattro figli, Jochi, Chagatai, Tolui e Ögödei, ognuno dei quali era un forte guerriero con i suoi leali seguaci. La rivalità tra fratelli, soprattutto quella manifesta tra i due più anziani, Jochi e Chagatai, aveva quasi raggiunto il culmine durante l'assedio di Urgench. Per il bene dell'impero, Gengis scelse di designare Ögödei come suo successore, sancendo de facto che i futuri Khagan non dovessero essere necessariamente diretti discendenti del comandante precedente. 
Gengis divise l'impero in ulus (grandi feudi) da distribuire ai figli, tutti subordinati al comando generale di Ögödei. A dispetto di questa decisione, i quattro figli sarebbero presto arrivati a uccidersi tra loro per ottenere il potere. Jochi non perdonò mai suo padre e se ne andò a nord, non prendendo parte alle ulteriori guerre mongole e rifiutandosi di recarsi da Gengis quando convocato, tanto che, quando Jochi morì (febbraio 1227), il Khangan (che di lì a pochi mesi l'avrebbe seguito nella tomba) stava considerando di marciare contro il suo figlio ribelle.
Il potere del primo successore di Gengis Khan, Ögödei Khan (al potere dal 1229 al 1241), fu comunque incontestato e il secondo Khagan seppe mantenere buoni rapporti con il fratello Tolui, attivo con lui sullo scacchiere politico-militare della Cina mentre le famiglie di Chagatai e Jochi concentravano le loro risorse a nord e ad ovest. Alla morte di Ögödei seguirono però un quinquennio di reggenza, l'incerta parentesi al potere del terzo Khagan, suo figlio Güyük (r. 1246-1248), minato dalla prorompente personalità di Batu Khan dell'Orda d'Oro, figlio ed erede di Jochi, un'altra reggenza e infine un ultimo periodo di stabilità sotto il quarto Khagan, Möngke Khan (r. 1251-1259), figlio di Tolui eletto con la benedizione di Batu a cui il kurultai aveva offerta il trono.
La presa di potere da parte della schiatta di Tolui non fu però indolore. Per tutto il 1252, infatti, Möngke dovette perseguitare oppositori politici, compiere purghe, e giustiziare e/o combattere cugini e cugine della stirpe di Ögedei tanto quanto di Chagatai per garantire la sua presa sul trono.

### Casus belli: la successione di Möngke Khan

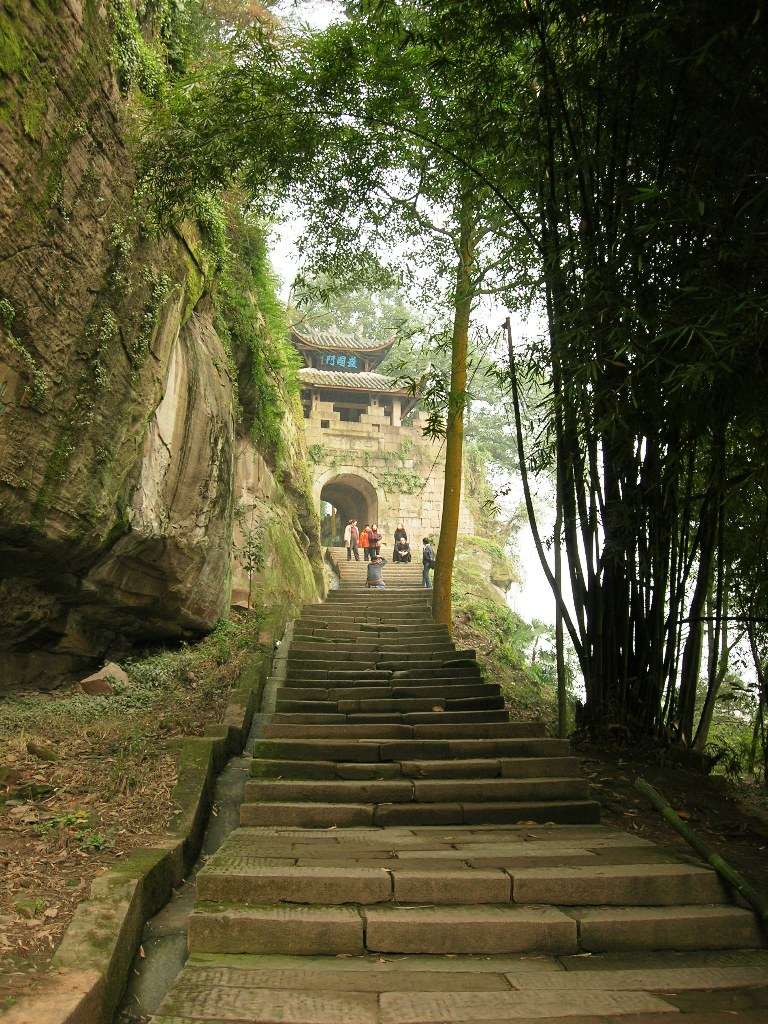
Il castello di Diaoyu, luogo di morte di Möngke Khan.

Una volta eletto Khagan, Möngke si fece carico della missione di conquista universale gengiscanide molto più seriamente di quanto avesse fatto il cugino Güyük. Le sue conquiste furono tutte dirette all'Asia orientale e al Medio Oriente. In cerca di nuove conquiste, puntò alla Corea e si concentrò sul chiudere l'annosa campagna contro i Song nella Cina meridionale, inviando le sue armate a sud contro il Regno di Dali (odierna Yunnan cinese) e avviando l'invasione dell'Indocina, a partire dal Vietnam, per poter liberamente attaccare i Song da nord, ovest e sud. Per gestire quest'invasione su vastissima scala, il Khagan affidò grandi armate ai due fratelli, Hulagu Khan e Kublai Khan.
Hulagu guidò la prima e importante campagna mongola in Siria, vibrando un terribile colpo al mondo musulmano con la brutale presa di Baghdad nel 1258. Möngke invece, supportato dal più giovane fratello Kublai, si concentrò sulla sottomissione dei Song nella Cina vera e propria ma, mentre conduceva l'assedio di Diaoyucheng (odierna Chongqing), morì, forse di dissenteria o di colera l'11 agosto 1259, gettando l'impero nel caos. Kublai venne a sapere della morte del Khagan presso il fiume Huai, ma invece di tornare nella capitale continuò la sua avanzata su Wuchang, vicino al fiume Azzurro. Hulagu, raggiunto dalla notizia nefasta, interruppe la sua riuscita avanzata militare in Siria, ritirando il grosso delle sue forze nella pianura di Mughan e lasciando solo un piccolo contingente sotto il suo generale Kitbuga Noyan.
Il più giovane dei fratelli di Möngke, Arig Bek, che il Khagan aveva lasciato a guardia della capitale imperiale (Karakorum), profittò nel frattempo dell'assenza di Hulagu e Kublai e della propria preminenza nel centro nevralgico del potere gengiscanide per ottenere il titolo di nuovo Khagan. I rappresentanti di tutti i rami della famiglia lo proclamarono capo nel kurultai radunato in tempi ristrettissimi. Quando Kublai lo scoprì convocò un suo kurultai a Kaiping (poi nota come Xanadu), durante il quale praticamente tutti i principi anziani e i grandi noyan residenti nel nord della Cina e in Manciuria sostennero la sua elezione in opposizione a Bek.
Nel frattempo, esautorato Hulagu nel Medio Oriente, i crociati cristiani e i mamelucchi musulmani, riconoscendo che i mongoli costituivano la minaccia maggiore, approfittarono dello stato indebolito dell'esercito mongolo e strinsero un'insolita tregua passiva. Nel 1260, i mamelucchi avanzarono dall'Egitto, s'accamparono e rifornirono vicino alla roccaforte cristiana di Acri, oltre a ingaggiare le forze di Kitbuga Noyan appena a nord della Galilea nella battaglia di Ayn Jalut. I mongoli furono sconfitti e Kitbuqa finì catturato e giustiziato. Questa battaglia cruciale segnò il limite occidentale per l'espansione mongola, poiché gli invasori asiatici non furono mai più in grado di fare progressi militari seri oltre la Siria.

### Fase I: l'affermazione di Kublai Khan (1260-1265)
Arig Bek si alleò con Berke Khan dell'Orda d'Oro e con Alghu del Khanato Chagatai. Hulagu dell'Ilkhanato fu il solo ad allearsi con Kublai Khan. Berke supportò Arig Bek per i suoi risentimenti nei confronti di Hulagu, che aveva stretti legami con Kublai. Hulagu e Berke, ad ogni modo, rimasero occupati con la loro guerra personale e non intervennero nella guerra civile toluide.

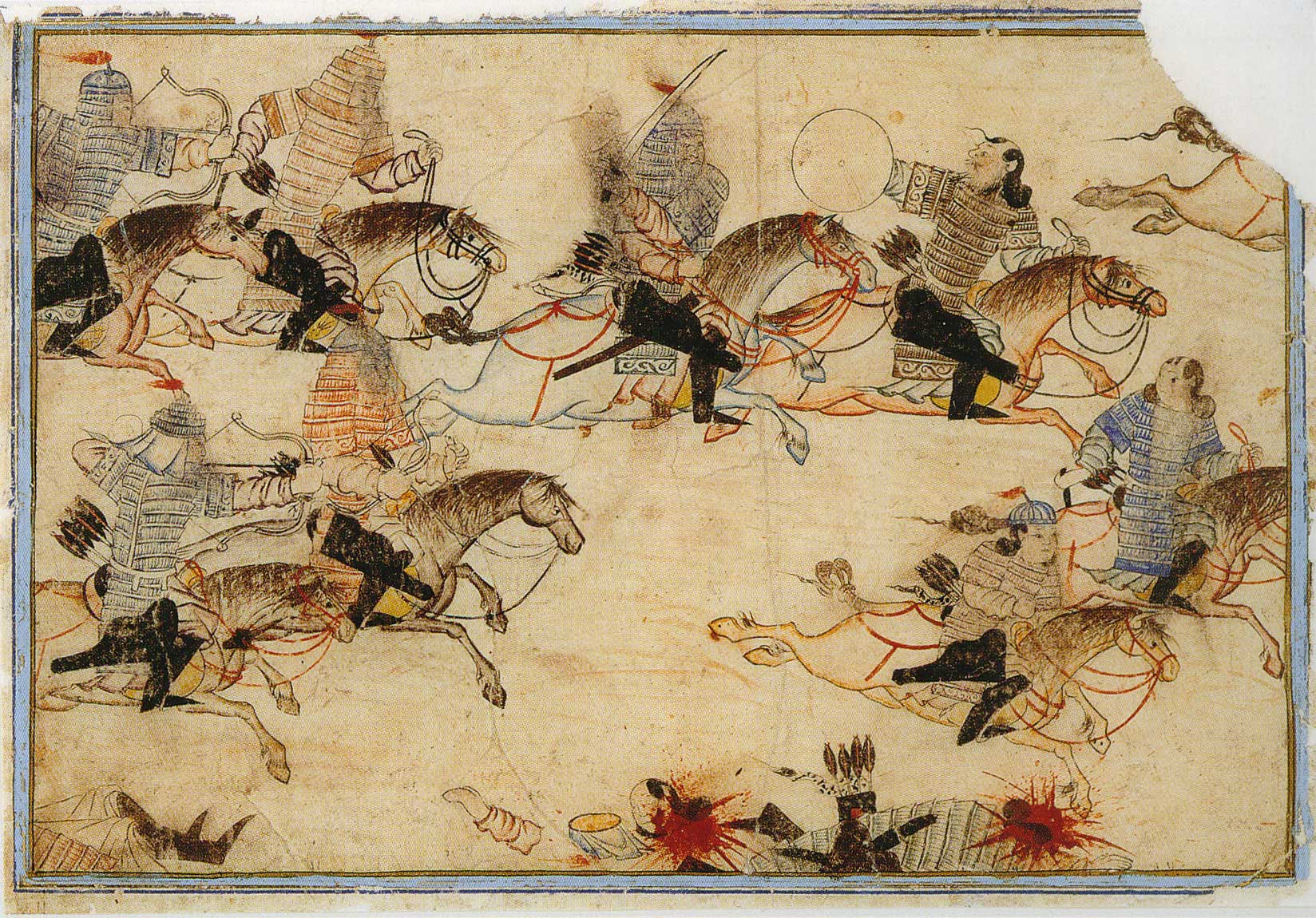
Illustrazione che ritrae i mongoli impegnati a combattersi in guerra tra di loro.

Seguirono battaglie tra gli eserciti di Kublai e quelli di Arig Bek che includevano forze ancora fedeli alla precedente amministrazione di Möngke. L'esercito di Kublai eliminò facilmente i sostenitori di Bek e prese il controllo dell'amministrazione civile nella Mongolia meridionale. Ulteriori scontri coinvolsero i loro cugini, i Chagataidi. Kublai mandò Abishka, un principe chagataide a lui fedele, ad assumere le redini del regno di Chagatai. Bek catturò e giustiziò Abishka, facendo invece incoronare il fedele Alghu a capo dei Chagataidi. La nuova amministrazione di Kublai bloccò Bek in Mongolia per tagliargli le scorte di cibo e provocare una carestia. Karakorum cadde rapidamente in mano a Kublai, ma Bek si riprese e riconquistò la capitale nel 1261, quando Kublai dovette ritirarsi per combattere contro i Song in Cina. Costretto a combattere contro Alghu, rivoltatoglisi contro, Arig seguitò a perdere alleati e comprese che la sua posizione s'era fatta insostenibile.
Nell'Ilkhanato sudoccidentale Hulagu rimase fedele a suo fratello Kublai, ma nel 1262 iniziarono gli scontri con il cugino Berke, il capo dell'Orda d'oro, nella parte nord-occidentale dell'impero. Le morti sospette dei principi Jochidi al servizio di Hulagu, la distribuzione ineguale del bottino di guerra e i massacri dei musulmani da parte di Hulagu aumentarono la rabbia di Berke che considerò di sostenere una ribellione del regno georgiano contro il dominio di Hulagu nel 1259-1260. Berke strinse addirittura un'alleanza con i mamelucchi egiziani contro Hulagu.
Arig Bek si arrese a Kublai a Xanadu il 21 agosto 1264. Kublai imprigionò il fratello senza però punirlo subito, in quanto preferì condurre una grande purga degli ufficiali che avevano simpatizzato per lui. Fu in questo contesto che, ad esempio, il potente Bolghai fu giustiziato. Kublai convocò un kurultai per decidere la punizione più adatta per Bek e consolidare la sua posizione al trono, apparentemente riluttante a punire suo fratello senza il sostegno pubblico della nobiltà mongola. Arig Bek morì in circostanze misteriose in prigione nel 1266, con il risultato che si diffusero le voci secondo cui fosse stato Kubilai ad avvelenarlo in gran segreto.

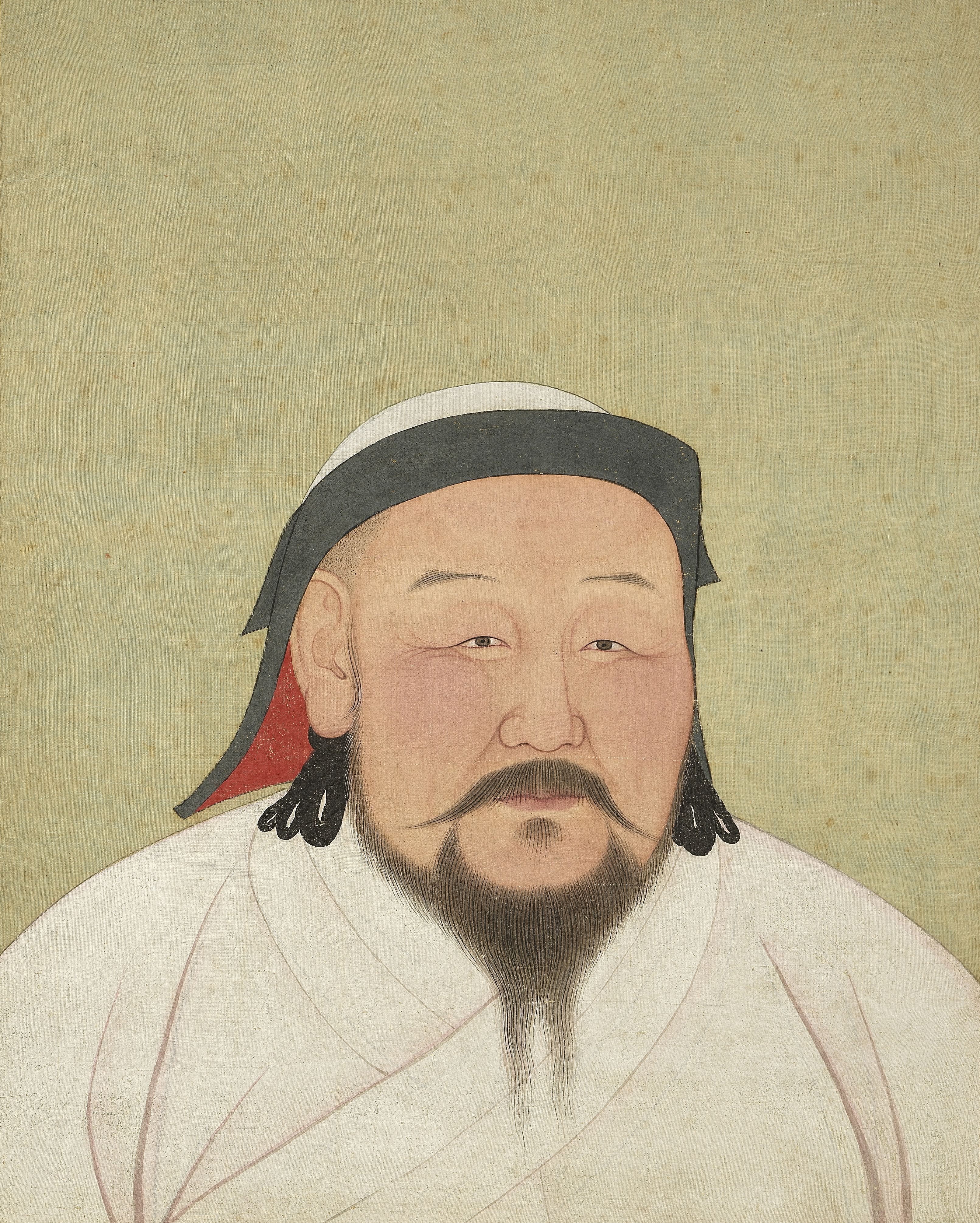
Kublai Khan (imperatore Shizu di Yuan), nipote di Gengis Khan e fondatore della dinastia Yuan.

Hulagu era morto l'8 febbraio 1265; Berke ne aveva approfittato, invadendone i domini, ma era anch'egli deceduto lungo la strada. Pochi mesi dopo perì anche Alghu Khan Chagatai, evento che spinse Kublai a nominare il figlio di Hulagu, Abaqa (r. 1265-1282), nuovo ilkhan e il nipote di Batu, Mengu Timur (r. 1266-1280), alla guida dell'Orda d'Oro. Abaqa si dedicò subito a rafforzare la sua presa sul Medioriente cercando alleati. È in questo filone che rientra il suo tentativo di costituire un'alleanza tra Mongoli e Crociati contro i Mamelucchi.
La sconfitta di Arig Bek da parte di Kublai e le morti di Hulagu e Berke non poterono comunque frenare la frattura in seno all'impero gengiscanide: quando Kublai convocò il suo kurultai per confermare il suo status di Khagan, nessuno degli altri tre khan vi prese parte.

### Fase II: la sovranità nominale degli Yuan (1266-1304)
Terminato il conflitto con Arig Bek, il vittorioso Kublai convocò il nipote Kaidu, nipote di Ögödei e signore dello Yarkant (nello Xinjiang), alla sua corte. Tuttavia, questi disertò l'appello, confermando così una generale inimicizia che ostacolava le ambizioni di Kublai di controllare l'intero impero com'era stato per i suoi predecessori. Kaidu si fece infatti tedoforo del renvanscismo ancora strisciante nella casa di Ögedei, mentre il casus belli per il conflitto aperto tra Kaidu e Kublai si dovette invece all'operato di Alghu Khan che, nel 1263, aveva razziato, portando le insegne di Kublai, le terre di Kaidu prendendo a pretesto una sua fantomatica alleanza con Arig Bek. Tuttavia, in realtà egli intendeva ampliare il suo khanato ai danni degli appannaggi degli Ögödeidi. Kaidu s'era allora alleato con Berke Khan, aveva invaso i territori dei Chagatai e li aveva sconfitti, salvo poi essere surclassato da Berke in una battaglia combattuta presso Otrar (nell'odierno Kazakistan), una delle oasi situate lungo la via della seta.
Nel 1266, alla morte di Alghu, Kublai Khan intronò il generale Barak Khan del Khanato Chagatai ma questi ripudiò quasi immediatamente l'autorità del Khagan e riprese il conflitto con gli Ögödeidi di Kaidu che seppe però convincerlo ad allearsi con lui contro Kublai e Ilkhan Abaqa (r. 1265-1282) intorno al 1267, includendo nell'alleanza anche Mengu Timur, successore di Berke quale khan dell'Orda Blu (r. 1266-1282). Nel 1268, Kaidu scatenò la guerra con Kublai e l'anno dopo i due si contesero il possesso sulle terre degli Uiguri, mentre Barak attaccava l'Ilkhanato venendone però sconfitto. Scomparso Barak, Kaidu assoggettò i Chagatai, intronando vari khan fino all'individuazione di un fedele vassallo in Duwa, figlio di Barak.
Nel 1271, Kublai Khan scelse il nome dinastico in stile Han 大元T, lett. "Grande Yuan" per la sua dinastia mongolo-cinese e si fece al contempo tedoforo di una rivendicazione dell'ortodossia politica cinese. La mossa scontentò molte personalità eminenti dei Khanati e Kaidu ne approfittò per presentarsi quale legittimo erede del trono di Gengis Khan, attirando a sé molti degli scontenti. Kublai, impegnato nelle complesse battute finali della lunga campagna contro i Song nella Cina delle 18 province (v.si assedio di Xiangyang), poté fare poco per fermarlo. La contesa tra Kublai e Kaidu si concentrò nello Xinjiang dove entro il 1276 Kaidu riuscì ad occupare l'importante città di Almalik. Lo controffensiva di Kublai prese corpo solo nel 1278. I gengiscanidi del Khanato dell'Orda d'Oro ritirarono però il loro sostegno a Kaidu dopo la morte di Mengu-Timur nel 1282 ed entro il 1284 si rappacificarono con Kublai nel 1284. Kaidu non si rassegnò: inviò Duwa in Tibet, supportò una rivolta interna ai danni di Kublai e nel biennio 1288-89 costrinse gli Yuan a ritirarsi entro i confini della Cina vera e propria.
Nel 1293, Kublai intronò il nipote Temür Khan principe di Karakorum e delle terre circostanti, avviandovi la pacificazione dei ribelli Chagatai. Kublai Khan morì nel 1294, privo di figli in vita, e gli successe quale Khagan e signore di Yuan proprio il nipote Temür Khan (imperatore Chengzong, r. 1294-1307). Nel 1297 gli Yuan iniziarono a premere sistematicamente sui ribelli in Mongolia ma la chiusura del conflitto si raggiunse sono nel 1301 quando, dopo una devastante quanto inutile battaglia alle porte di Karakorum, Kaidu Khan morì. Duwa Khan si arrese agli Yuan nel 1303, convincendo alla resa anche i figli di Kaidu, e, nel 1304, Temür Khan riuscì a rappacificare i quattro khanati stabilendo la supremazia nominale della dinastia Yuan sui khanati occidentali. Tuttavia, questa supremazia non era basata sulle stesse fondamenta di quella dei precedenti khagan. I quattro khanati funzionarono come Stati separati e caddero in momenti diversi della storia.

### Fase III: la disintegrazione dell'Impero (1306-1332)
Gli strascichi della guerra Kaidu-Kublai proseguirono negli anni successivi. Nel 1306, Chapar Khan, figlio di Kaidu, invase le terre di Duwa nel tentativo di ricostruire il dominio de facto della sua schiatta sui Chagatai e Temür Khan inviò il nipote Külüg Khan in supporto di Duwa al comando di un'armata toluide. Chapar fu eliminato e i suoi domini consegnati a Duwa, il quale cedette però le sue terre a ridosso del Gran Khanato agli Yuan. Negli anni successivi, mentre il potere sul Gran Khanato passava a Külüg Khan (imperatore Wuzong, r. 1307-1311) e poi a suo fratello Buyantu Khan (imperatore Renzong, r. 1311-1320) i figli di Duwa e quelli di Kaidu continuarono a combattersi. Gli Yuan mantennero una forte presenza militare lungo il confine con il Khanato Chagatai che, alla lunga, iniziò ad essere percepita come invasiva e, nel 1312, il nuovo khan dei Chagatai, Esen Buka (r. ?-1318), inviò ambasciatori dal comandante della guarnigione Yuan di confine, Tughaji Jinsank, per negoziare un diverso dispiegamento delle truppe che salvaguardasse i pascoli dei Chagati. I negoziati si arenarono e in breve tempo si riaccese la guerra tra Yuan e Chagatai. Nel 1315 Esen Buka tentò di coinvolgere nello scontro Uzbek Khan (r. 1312-1341) dell'Orda d'oro ma fallì e si trovò da solo a combattere contro Buyantu Khan e Ilkhan Oljeitu (r. 1304-1316). Costretto ad abbandonare le operazioni in Persia perché gli Yuan avevano razziato la sua capitale, Esen appoggiò il principe ribelle Yuan Khutughtu Khan (1316) e continuò a combattere Buyantu sino alla propria morte (1318), lasciando al fratello Kebek l'incombenza di stipulare la pace con Yuan e Ilkhan.
Nel quindicennio successivo, la corte Yuan vacillò sotto i colpi delle continue contese tra i discendenti di Külüg Khan e Buyantu Khan, mentre Uzbek Khan dell'Orda d'Oro attaccava ripetutamente l'Ilkhanato. Jayaatu Khan di Yuan (imperatore Wenzong , r. 1328-1332) seppe comunque mantenere il suo suzerain sui khanati, ricevendone puntualmente tributi, tanto che Papa Giovanni XXII lo descrisse in un proprio memorandum come «uno dei più grandi monarchi mai esistiti, e tutti i signori minori presenti nel suo stato come ad esempio il re di Almaligh [Khanato Chagatai], l'Imperatore Abu Said e Uzbek Khan, gli tributano rispetto. Questi tre monarchi inviano regolarmente al loro sovrano scimmie, cammelli, falconi e gioielli preziosi [...] Essi lo riconoscono come l'assoluto e supremo loro signore.» ma al termine del suo regno il Gran Khanato avviò la sua rapida parabola discendente.

## I quattro khanati

### Dinastia Yuan o Gran Khanato

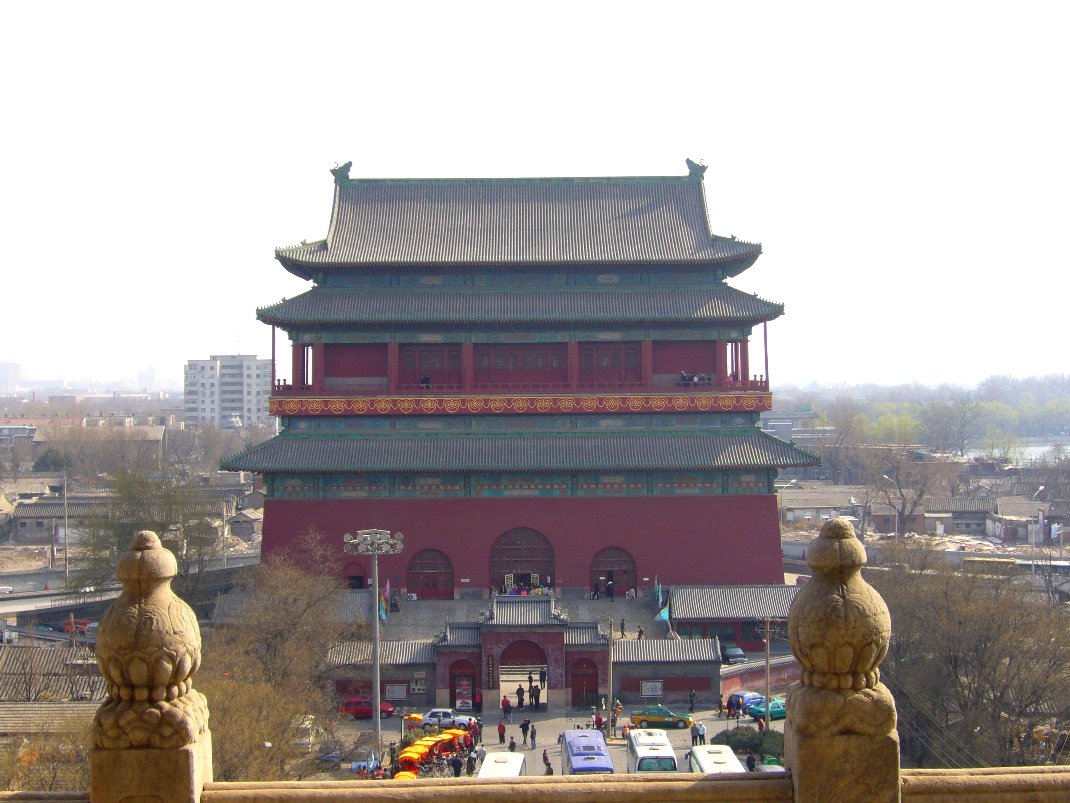
La Torre del tamburo, costruita a Khanbaliq (Pechino) nel 1272 per ordine di Kublai Khan.

La transizione della capitale dell'Impero mongolo da Karakorum a Khanbaliq/Dadu (odierna Pechino) da parte di Kublai nel 1264 (seppur la scelta di spostare la capitale a sud fosse stata un'idea già avallata da Möngke Khan) fu contrastata da molti mongoli conservatori. Pertanto, la lotta di Arig Bek era volta a mantenere il centro dell'impero nella tradizionale patria mongola della Mongolia Esterna. Dopo la morte di Arig Bek, tale battaglia fu continuata da Kaidu.
Eliminando la dinastia Song nel 1279, Kublai completò la conquista mongola della Cina vera e propria. Le flotte della dinastia Yuan tentarono di compiere due invasioni del Giappone nel 1274 e nel 1281, entrambe fallite e culminate con la distruzione di un gran numero di navi per via di tempeste marine definite kamikaze (vento divino). La gente comune sperimentò diverse difficoltà durante la parentesi al potere della dinastia Yuan. Per questo motivo, i guerrieri mongoli si ribellarono contro Kublai nel 1289. Quest'ultimo morì nel 1294 e senza che qualcuno dei suoi figli fosse ancora in vita, circostanza che spronò i diversi potenziali successori a farsi avanti per appropriarsi della grande eredità di un ulus composto da fertili terre, numerose e popolose città ed etnicamente variegato.
Temür Khan, nipote ed erede di Kublai, continuò come sopra esposto la lotta contro Kaidu ed ottenne il riconoscimento formale del suo suzerain sui khanati. Sotto Buyantu Khan, fu istituito il sistema degli esami imperiali (1313). Tra alterne vicende, sino al regno di Jayaatu Khan, il Gran Khan mantenne la sua sovranità nominale/tributaria sugli altri khan.
La corruzione dell'apparato imperiale cinese nella prima metà del XIV secolo, alimentata dall'altissima e costante spesa militare, unito ad una serie di cogenti catastrofi socio-ambientali (inondazioni del Fiume Giallo e carestie), innescarono rivolte contadine e religiose contro la dinastia Yuan (1271-1368) a partire dal 1350. Zhu Yuanzhang, una figura di umili origini distintosi come condottiero militare nel corso della «Rivolta dei Turbanti Rossi», si fece tedoforo della riconquista han del potere, conquistò Nanjing (1356), Nanchino (1359) ed infine Khanbaliq/Pechino (1368), ricacciò i Mongoli nelle steppe natie e prese per sé il trono imperiale con il nome regio di Hongwu (zh. 洪武帝T, HóngwǔP, Hung-wooW, lett. "Grandezza militare"), fondando la dinastia Ming (1368-1644), che avrebbe traghettato la Cina nell'Età moderna. L'ultimo imperatore Yuan, Toghon Temür (imperatore Huizong, r. 1333-1368), fuggì a nord, a Yingchang, e ivi morì nel 1370, con l'armata Ming alle porte della sua capitale. La fine del regno di Toghon (1368) e, contestualmente, del Gran Khanato, è da alcuni storici indicata come l'effettiva fine dell'impero mongolo. Biligtü Khan (imperatore Zhaozong, r. 1370-1378), fratello maggiore di Toghon, prese corte a Karakorum, si trincerò nell'Altopiano della Mongolia ed avviò la c.d. dinastia Yuan settentrionale che resistette ai Ming per tutto il loro regno. L'ultimo Khagan, Ligdan Khan (r. 1603-1634), fu infine sottomesso dalla dinastia Jurchen-Jīn posteriore, meglio nota come dinastia Qing.

### Khanato dell'Orda d'Oro

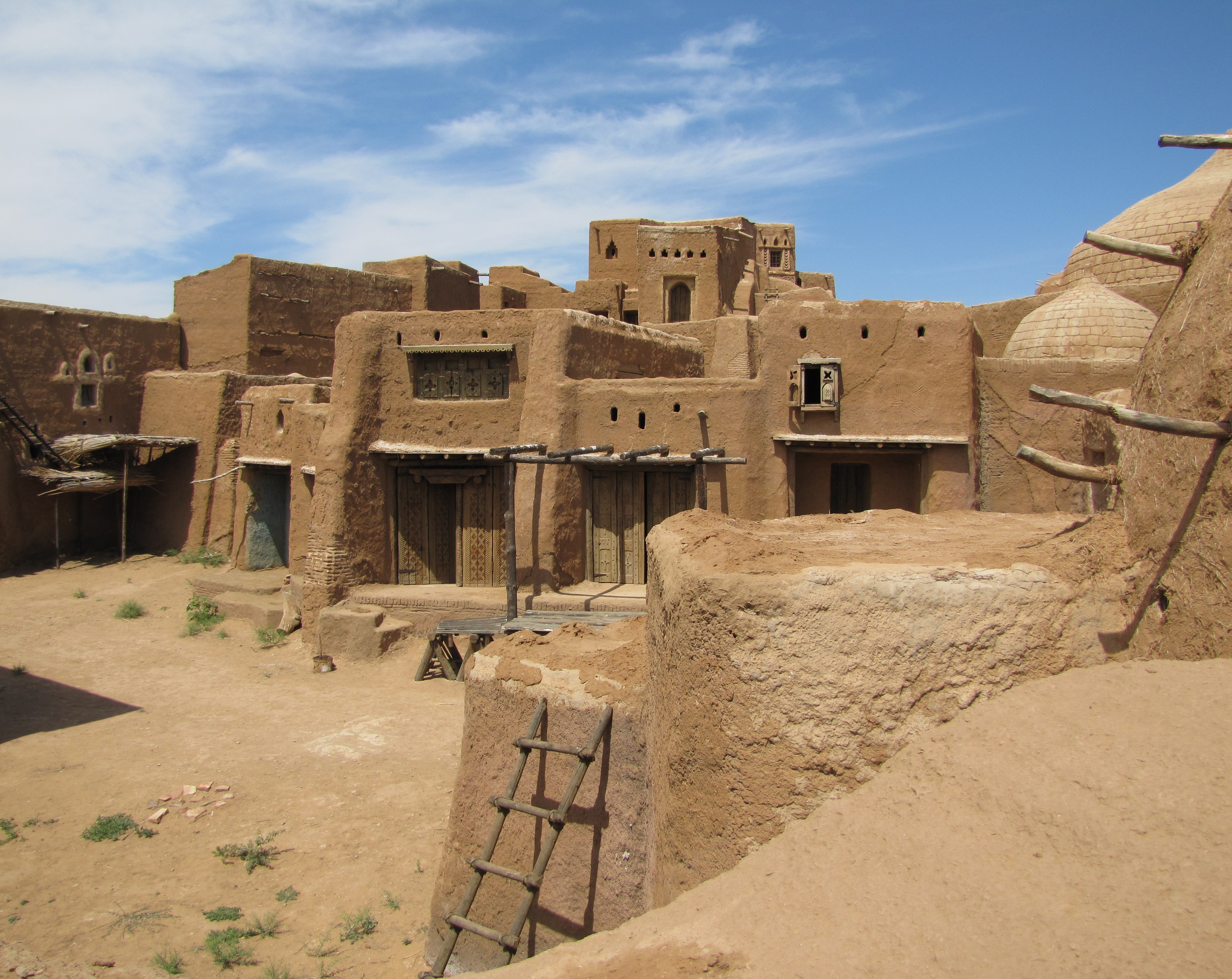
Resti di Saraj, capitale dell'Orda d'Oro.

L'Orda d'Oro fu fondata da Batu Khan, figlio di Jochi, nel 1243. Essa controllava la regione del Volga, le montagne degli Urali, le steppe del Mar Nero settentrionale, la Ciscaucasia, la Siberia occidentale, il Lago d'Aral e il bacino dell'Irtyš. Il principale bacino d'azione comprendeva i principati della Rus' di Kiev, tributari dei mongoli e che furono astutamente tenuti sempre poco coesi. Questo ulus abbracciava una vasta area di steppe fertili ma comprendeva scarse città e terre coltivate. La capitale fu inizialmente Sarai Batu e successivamente Sarai Berke; i khan garantirono una certa indipendenza ai fondachi italiani in Crimea (Caffa, Soldaia e Cembalo).
Questo vasto impero raggiunse il suo apice sotto Uzbek Khan, nipote di Mengu Timur, che ne operò la radicale islamizzazione ma s'indebolì a causa della rivalità tra i discendenti di Batu, frammentandosi nel Khanato di Kazach, nel Khanato di Kazan', nel Khanato di Astrachan', nel Khanato di Crimea, nel Khanato di Sibir, nella Grande Orda, nell'Orda Nogai e nel Khanato dell'Orda Bianca (indipendente) durante il XV secolo.
La Rus' unificata sotto il Granduca di Moscovia conquistò il Khanato di Kazan' nel 1552, il Khanato di Astrachan' nel 1556 e il Khanato di Sibir nel 1582. L'Impero russo di Pietro il Grande chiuse la contesa con la conquista del Khanato di Crimea nel 1783.

### Khanato Chagatai

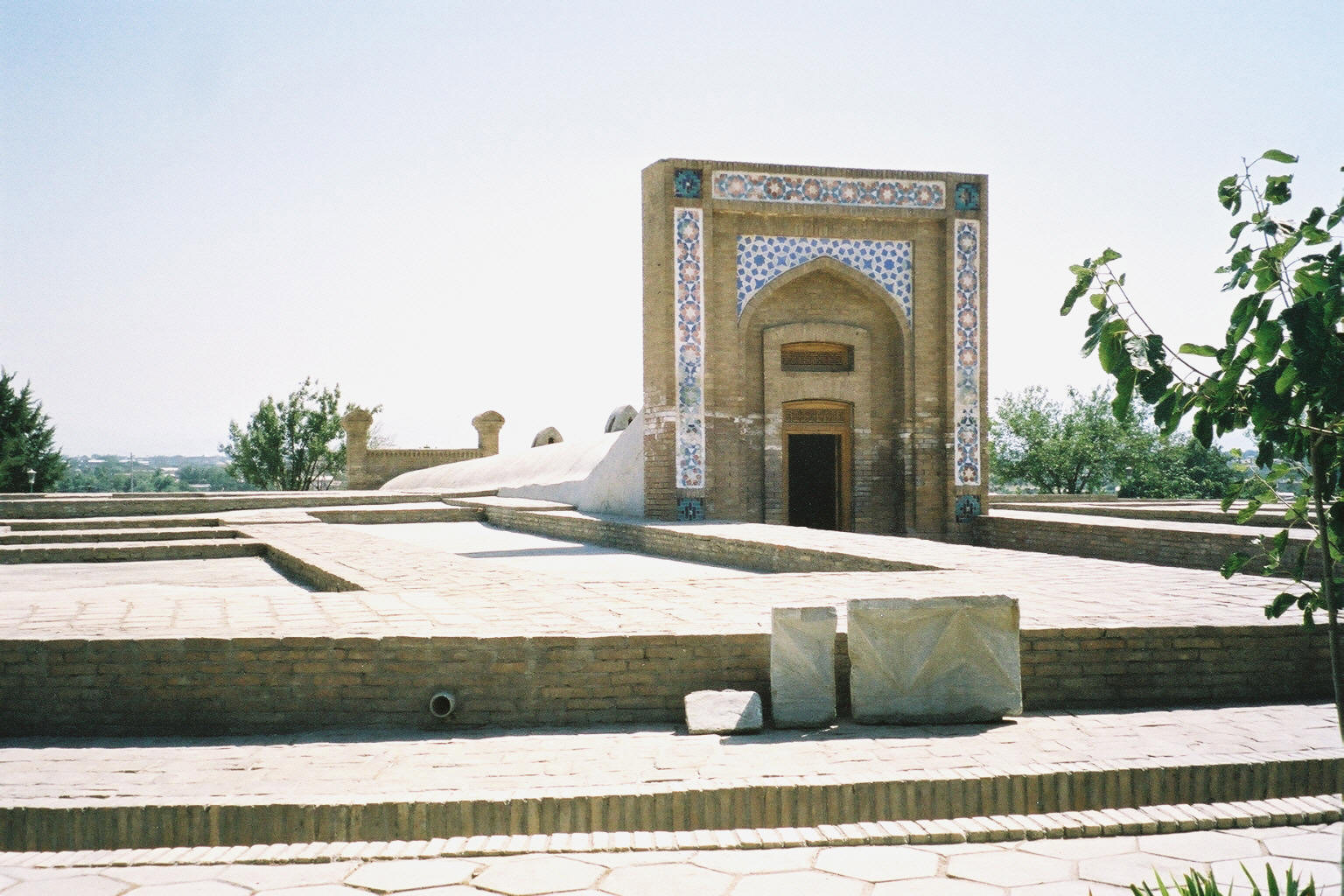
Osservatorio di Ulugh Beg a Samarcanda.

Il Khanato Chagatai si separò nel 1266 e inglobò l'Asia centrale, il Lago Balqaš, lo Yettishar, l'Afghanistan e Semireč'e. Diviso tra Transoxiana stanziale a ovest (Ma Wara'un-Nahr) e Moghulistan nomade a est, si ipotizza che alcuni ancora si esprimessero in mongolo nella fine del XVI secolo. Fu lo ulus con la storia più travagliata rispetto a quella di ogni altra parte dell'impero gengiscanide.
Il Moghulistan si rafforzò durante il regno di Tamerlano (1395-1405), un signore della guerra del clan Barlas che sconfisse Toktamish dell'Orda d'Oro nel 1395 e lo privò della Circaucasia. Tamerlano surclassò poi l'esercito del sultano ottomano nella battaglia di Ancyra (1402), evento che ritardò di mezzo secolo la conquista ottomana dell'Impero bizantino. L'impero timuride si indebolì fortemente però poco dopo la morte del suo creatore, permettendo al casato di Chagatai di sopravvivere ancora per qualche tempo.
Il nipote di Tamerlano, Uluğ Bek (r. 1409-1449), governò la Transoxania e durante il suo governo il commercio e l'economia della regione godettero d'uno sviluppo significativo. Uluğ costruì un osservatorio astronomico vicino Samarcanda nel 1429 e scrisse la sua opera, Zij-i Sultani, che comprende le teorie dell'astronomia e un catalogo di oltre 1000 stelle con le loro precise posizioni sulla sfera celeste.
Una lunga rivalità del Moghulistan con gli Oirati per le rotte commerciali terminò con la sua sconfitta da parte degli Oirati nel 1530. Babur "il Conquistatore", un sovrano timuride di Kabul (r. 1526-1530), assoggettò la maggior parte dell'India nel 1526 e fondò l'impero Moghul, frammentatosi in diversi stati minori tra XVIII e XIX secolo a causa della rivolta di Maratha. In seguito, la capitale dell'ex-impero fu conquistata dall'Impero britannico nel 1858.

### Ilkhanato

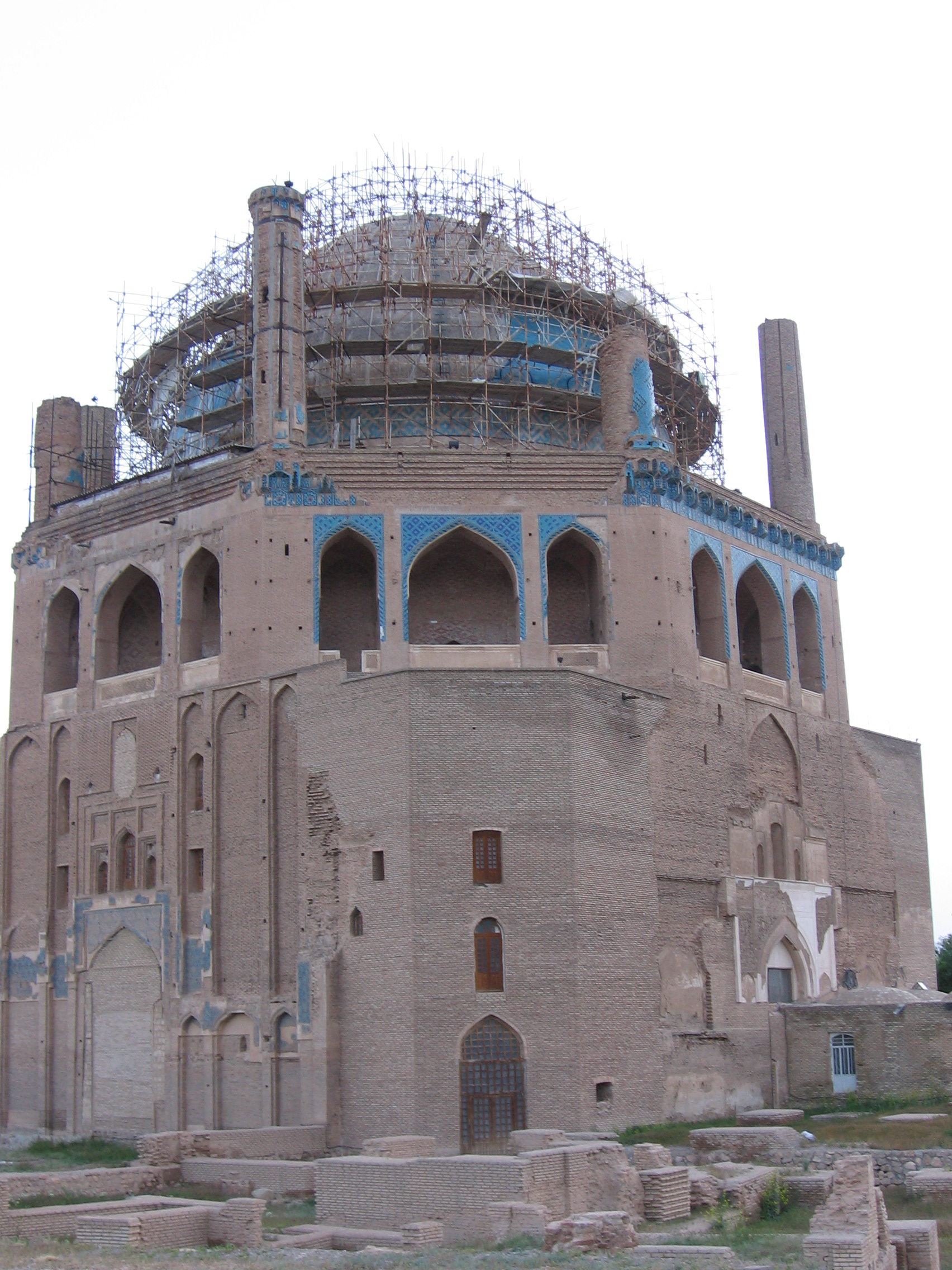
Mausoleo di Oljeitu a Soltaniyeh.

L'Ilkhanato, amministrato dalla casata toluide di Hulagu Khan, si formò nel 1256 e comprendeva Iran, Iraq, Transcaucasia, Anatolia orientale e Turkestan occidentale. L'Ilkhanato e la dinastia Yuan avevano strette relazioni diplomatiche e condividevano conoscenze scientifiche e culturali. "Ilkhan" significa appunto "khan ubbidienti", per via dei loro buoni rapporti con il Gran Khan.
Mentre i primi governanti del khanato adottarono sempre più il buddhismo tibetano, dopo l'intronizzazione di Ilkhan Ghazan Khan (r. 1295-1304), il secondo fondatore della dinastia che ne fece una vera casa regnante indipendente dal Gran Khanato, si convertirono all'Islam, com'era già occorso nell'Orda d'Oro. Sempre a Ghazan si dovette, nel 1300, la commissione allo storico persiano Rashid al-Din Hamadani, in collaborazione con storici mongoli quali il Bolad Chinsan autore della Altan Debter, del Jami' al-tawarikh ("Compendio delle cronache"), un'opera fondamentale per lo studio della storia dei gengiscanidi. I lavori furono completati nel 1311 sotto Ilkhan Oljeitu, successore di Ghazan.
Dopo la morte di Ilkhan Abu Sa'id (r. 1316-1335), costantemente in lotta con Uzbek Khan dell'Orda d'Oro, l'Ilkhanato si disintegrò rapidamente in diversi stati. La più importante fu la dinastia degli Jalayridi, governata dai discendenti di noyan Köke Ilge della tribù Jalair, uno dei generali mongoli di Hulagu, poi assoggettati da Tamerlano.

### Esplicative
1. ↑  Il nome dinastico "Grande Yuan" proclamato da Kublai Khan, così come la rivendicazione dell'ortodossia politica cinese, avevano lo scopo di essere applicato all'intero Impero mongolo. Nonostante ciò, "dinastia Yuan" è usata raramente nel senso ampio della definizione dagli studiosi moderni a causa della natura de facto disintegrata dell'Impero mongolo al momento della fondazione dinastica.
2. ↑  Il principale propugnatore della tesi della morte per malattia fu Rashid al-Din Hamadani nel suo Jami' al-tawarikh - si veda Hamadani 1971.

### Bibliografiche
1. ↑  Rossabi 1988, p. 62.
2. 1 2  Allsen 1994, p. 413.
3. 1 2  Allsen 1994, p. 413.
4. ↑  Phillips 1979, p. 60.
5. ↑  Nicolle 1998.
6. ↑  Grousset 1970, p. 349.
7. ↑  Phillips 1979, p. 74.
8. ↑  Grousset 1970, p. 350.
9. ↑  Jackson 2000, p. 13.
10. ↑  Phillips 1979, p. 75.
11. ↑  Phillips 1979, p. 77.
12. ↑  Rossabi 1988, p. 50.
13. ↑  Rossabi 1988, p. 54.
14. ↑  Rossabi 1988, p. 51.
15. 1 2  Morgan 1986, p. 138.
16. ↑  Rossabi 1994, p. 423.
17. ↑  Rossabi 1988, p. 54.
18. ↑  Rossabi 1988, p. 55.
19. ↑  Rossabi 1988, p. 58.
20. ↑  Rossabi 1988, p. 57.
21. 1 2 3  Rossabi 1994, p. 424.
22. ↑  Rossabi 1988, p. 60.
23. ↑  Weatherford 2005, p. 120.
24. ↑  Rossabi 1988, p. 61.
25. 1 2  Rossabi 1988, p. 61.
26. ↑  Rossabi 1988, p. 62.
27. ↑  Allsen 1994, pp. 412-413.
28. ↑  Allsen 1994, p. 412.
29. ↑  Biran 2013, p. 22.
30. ↑  Grousset 1970, p. 334.
31. ↑  (RU) S. L. Tikhvinskii (a cura di), Tataro-mongoly v Azii i Evrope: Sbornik statei [I Tataro-Mongoli in Asia ed Europa: collezione di articoli], 2. riv., Mosca, Izdatel'stvo “Nauka”, 1977,  p. 97.
32. ↑  Biran 2013, pp. 30-32.
33. ↑  Biran 2013, pp. 50-52.
34. ↑  (ZH) Kublai Khan, 建國號詔/元典章 [Editto che definisce il nome dello Stato/Statuti di Yuan], 18 dicembre 1271.
35. ↑  (EN) David Robinson, In the Shadow of the Mongol Empire: Ming China and Eurasia, 2019,  p. 50, ISBN 9781108482448. (EN) David Robinson, Empire's Twilight: Northeast Asia Under the Mongols, 2009,  p. 293, ISBN 9780674036086. (EN) Timothy Brook, Michael van Walt van Praag e Miek Boltjes, Sacred Mandates: Asian International Relations since Chinggis Khan, 2018,  p. 45, ISBN 9780226562933.
36. ↑  Storia degli Yuan.
37. ↑  (EN) John Man, Kublai Khan: The Mongol King Who Remade China, Bantam Press, 2007,  p. 74, ISBN 978-0-553-81718-8.
38. ↑  Atwood 2004, p. 459.
39. ↑  Biran 2013, pp. 42-44.
40. ↑  (EN) Thomas T Allsen, The Princes of the Left Hand: an introduction to the history of the Ulus of Orda in the thirteenth and early fourteenth centuries, in Archivum Eurasiae Medii Aevi, vol. 5, 1985,  pp. 5-40.
41. ↑  (EN) Turrell V. Wylie, The First Mongol Conquest of Tibet Reinterpreted, in Harvard Journal of Asiatic Studies, vol. 37, n. 1, 1977,  pp. 103-133.
42. ↑  (EN) Igor de Rachewiltz [et al.] (a cura di), In the service of the Khan: eminent personalities of the early Mongol-Yüan period, Harrassowitz, 1993,  p. 599.
43. ↑  Biran 2013, pp. 42-44.
44. ↑  (EN) Li Tang, The 'Nestorian' Ongut King George in Medieval Chinese, Latin and Syriac Sources, in Dietmar W. Winkler (a cura di), Syrische Studien: Beiträge zum 8. Deutschen Syrologie-Symposium in Salzburg 2014, LIT Verlag, 2016,  pp. 227-243.
45. ↑  Grousset 1970, p. 336.
46. ↑  Biran 2013, pp. 71-76.
47. ↑  (EN) Thomas T. Allsen, Culture and Conquest in Mongol Eurasia, Cambridge University Press, 2009,  p. 48.
48. ↑  Grousset 1970, pp. 338-340.
49. ↑  Grousset 1970, p. 338.
50. ↑  Vernadsky 1953, p. 328.
51. ↑  Grousset 1970, p. 340.
52. ↑  (EN) Michal Biran, The Chaghadaids and Islam: the conversion of Tarmashirin Khan (1331-34), in The Journal of the American Oriental Society, vol. 122, n. 4, 2002,  pp. 742-752.
53. ↑  Vernadsky 1953, p. 93.
54. ↑  Phillips 1979, p. 76.
55. ↑  Phillips 1979, p. 101.
56. ↑  (EN) Reuven Amitai e David Orrin Morgan, The Mongol Empire and Its Legacy, Ledia, Brill, 1999,  p. 267, ISBN 90-04-11048-8.
57. ↑  (EN) Denis C. Twitchett e John King Fairbank (a cura di), The Cambridge History of China: Volume Volume 7: The Ming Dynasty, 1368–1644, Part 1., Cambridge University Press, 1994,  p. 42, ISBN 978-0-521-24332-2.
58. ↑  Phillips 1979, p. 127.
59. ↑  Phillips 1979, p. 116.
60. ↑  Phillips 1979, p. 115.
61. ↑  Vernadsky 1953, p. 196.
62. ↑  Phillips 1979, p. 123.
63. ↑  Phillips 1979, p. 112.
64. ↑  Phillips 1979, p. 114.
65. ↑  Phillips 1979, p. 104.
66. ↑  Phillips 1979, p. 111.
67. ↑  Hamadani 1971.

### Fonti
- (ZH) Song Lian (a cura di), 元史S, Yuán ShǐP, lett. "Storia di Yuan" [Storia degli Yuan], 1370.
- (MN) Монголын Нууц Товчоо (Mongolyn Nuuc Tovčoo) [Storia segreta dei Mongoli], 1240. ed.  Sergei Kozin (a cura di), Storia segreta dei Mongoli, traduzione di M. Olsùfieva, Guanda, 2021  [1988], ISBN 9788823525818.
- (LA) Giovanni da Pian del Carpine, Historia Mongalorum, post-1247.
- (AR) Rashid al-Din Hamadani, Jami' al-tawarikh, XIV secolo. ed. (EN) Rashid al-Din Hamadani, The Successors of Genghis Khan, traduzione di John Andrew Boyle, Columbia University Press, 1971.

### Studi
In italiano
- E.D. Phillips, L'impero dei Mongoli, Newton Compton, 1979  [1969].

In altre lingue
- (EN) Thomas Allsen, Culture and Conquest in Mongol Eurasia, Cambridge University Press, 2001, ISBN 978-0-521-80335-9.
- (EN) Thomas Allsen, The Rise of the Mongolian Empire and Mongolian Rule in North China, in Denis C. Twitchett e John King Fairbank (a cura di), The Cambridge History of China: Volume 6, Alien Regimes and Border States, 710–1368, Cambridge University Press, 1994,  pp. 321-413, ISBN 978-0-521-24331-5.
- (EN) C.P. Atwood, Encyclopedia of Mongolia and the Mongol Empire, Facts on File, 2004, ISBN 978-0816046713.
- (EN) Michal Biran, Qaidu and the Rise of the Independent Mongol State in Central Asia, Routledge, 2013, ISBN 978-11-36-80037-5.
- (EN) René Grousset, The Empire of the Steppes: A History of Central Asia, Rutgers University Press, 1970, ISBN 978-0-8135-1304-1.
- (EN) Peter Jackson, From Ulus to Khanate : The making of the mongols state, 1220-1290, in Reuven Amitai-Preiss e David O. Morgan (a cura di), The Mongol Empire and Its Legacy, BRILL, 2000, ISBN 978-90-04-11946-8.
- (EN) George Lane, Daily Life in the Mongol Empire, Greenwood Publishing Group, 2006  [1952].
- (EN) George Lane, Genghis Khan and Mongol Rule, Westport, Greenwood, 2004.
- (EN) Timothy May, The Mongol Conquests in World History, Londra, Reaktion Books, 2012, ISBN 9781861899712.
- (EN) David Morgan, The Mongols, Wiley-Blackwell, 1986, ISBN 0-631-17563-6.
- (EN) David Nicolle, The Mongol Warlords, Brockhampton Press, 1998.
- (EN) Morris Rossabi, The Mongols and Global History, nuova ed., W W Norton & Co Inc, 2011, ISBN 978-0393927115.
- (EN) Morris Rossabi, Khubilai Khan: His Life and Times, Los Angeles, University of California Press, 1988, ISBN 978-0-520-06740-0.
- (EN) Morris Rossabi, The reign of Khubilai Khan, in Denis C. Twitchett e John King Fairbank (a cura di), The Cambridge History of China: Volume 6, Alien Regimes and Border States, 710–1368, Cambridge University Press, 1994,  pp. 414-489, ISBN 978-0-521-24331-5.
- (EN) J.J. Saunders, The History of the Mongol Conquests, Routledge & Kegan Paul Ltd, 1971, ISBN 0-8122-1766-7.
- (EN) Stephen Turnbull, Genghis Khan and the Mongol Conquests 1190–1400, Osprey Publishing, 2003, ISBN 978-1-84176-523-5.
- (EN) Jack Weatherford, Genghis Khan and the Making of the Modern World, Three Rivers Press, 2005, ISBN 978-0-609-80964-8.